# Graham Mourie
Graham Neil Kenneth Mourie (Opunake, 8 settembre 1952) è un ex rugbista a 15, allenatore di rugby a 15 e dirigente sportivo neozelandese.
Capitano del Grande Slam neozelandese nel tour del 1978 in Europa, figura dal 2007 nell'International Rugby Hall of Fame.

## Biografia
Fino ai 18 anni Mourie rappresentò rugbisticamente le scuole superiori di Opunake, New Plymouth e Taranaki; a livello di club rappresentò Taranaki e Wellington e internazionalmente militò nelle varie selezioni neozelandesi, inclusi gli Junior All Blacks; militò anche in Francia, nel semestre estivo dell'Emisfero australe, nel P.U.C., il club universitario di Parigi.
Esordì nella nazionale maggiore della Nuova Zelanda nel 1976, nel corso di un tour in Sudamerica senza test match (il primo incontro internazionale fu a Montevideo, nel corso di detto tour, contro l'Uruguay).
Il primo test match fu il 30 luglio 1977 a Dunedin contro i British Lions nel loro tour in Nuova Zelanda; nel 1978 fu il capitano del tour neozelandese nelle Isole Britanniche, che si concluse con il primo Grande Slam degli All Blacks: nell'ordine, furono battute l'Irlanda 10-6 (Dublino, 4 novembre), il Galles 13-12 (a Cardiff, 11 novembre), l'Inghilterra 16-6 (a Twickenham, 25 novembre) e la Scozia 18-9 (a Edimburgo, 9 dicembre).
Fu capitano anche del tour 1979 in Europa, che vide la Nuova Zelanda battere Inghilterra e Scozia e che, come chiusura, previde un incontro (non classificato tuttavia come test match) disputato a Rovigo il 28 novembre contro l'Italia, vinto 18-12.
Nel 1981 rifiutò di giocare contro il Sudafrica in tour, in quanto oppositore della politica di apartheid vigente in quel Paese.
Disputò il suo ultimo incontro internazionale l'11 settembre 1982 contro l'Australia.
Furono in totale 61 gli incontri con la maglia degli All Blacks, di cui 21 test match (e 19 da capitano).
Al suo attivo anche due incontri, nel 1982, con la maglia dei Barbarians.
Dopo il ritiro Mourie fu allenatore: guidò il Taranaki fino al 1994, poi dal 1997 al 1999 fu tecnico del Wellington; dal 2000 al 2002 guidò gli Hurricanes nel Super 12.
Nel 1982 diede alle stampe un libro autobiografico, Graham Mourie - Captain; dal 2003, dopo il fallimento della Nuova Zelanda alla Coppa del Mondo, è entrato a far parte del consiglio direttivo della New Zealand Rugby Union.
Per i suoi meriti sportivi figura, dal 2007, nell'International Rugby Hall of Fame.